# 보비 아브레우
보비 켈리 아브레우(Bobby Kelly Abreu, 1974년 3월 11일 ~ )는 베네수엘라의 야구 선수이자, 2009년 기준으로 미국 메이저 리그 베이스볼 뉴욕 메츠의 선수이다.
1996년 9월 1일 휴스턴 애스트로스에서 메이저 데뷔했으며, 2년 동안 74경기에 출전했다. 1997년 시즌 뒤 탬파베이 데블 레이스를 거쳐 필라델피아로 트레이드되었으나, 2006년 7월 30일 트레이드 마감시한을 앞두고 뉴욕 양키스로 트레이드되었다. 2014년 필라델피아 필리스와 마이너 계약을 맺었다.

## 같이 보기
- 30-30 클럽